# Weston Razooli
Weston Razooli és un cineasta estatunidenc. La seva pel·lícula de debut, Riddle of Fire, fou estrenada al 76è Festival Internacional de Cinema de Canes.

## Biografia
Razooli va néixer i es va criar a Park City (Utah). Es va graduar a la California College of the Arts a San Francisco.
El 2015, Razooli va fundar la productora Anaxia. El seu debut al llargmetratge l'any 2023, Riddle of Fire, es va estrenar a la secció Quinzena de Cineastes del 76è Festival Internacional de Cinema de Canes, on va ser elegible per a la Càmera d'Or.

## Filmografia
| Any  | Títol          | Ref.  |
| ---- | -------------- | ----- |
| 2023 | Riddle of Fire | [ 4 ] |

## Premis i nominacions
| Any  | Premi                                                     | Categoria                       | Treball nominat | Resultat  | Ref.  |
| ---- | --------------------------------------------------------- | ------------------------------- | --------------- | --------- | ----- |
| 2023 | Festival de Cinema de Canes                               | Quinzena de Cineastes           | Riddle of Fire  | Nominat   | [ 4 ] |
| 2023 | Festival de Cinema de Canes                               | Càmera d'Or                     | Riddle of Fire  | Nominat   | [ 4 ] |
| 2024 | Buenos Aires Festival Internacional de Cinema Independent | Millor pel·lícula internacional | Riddle of Fire  | Guanyador | [ 5 ] |

### Reconeixements
| Premi                                        | Data                   | Categoria                               | Receptor       | Resultat  | Ref.   |
| -------------------------------------------- | ---------------------- | --------------------------------------- | -------------- | --------- | ------ |
| Festival de Cinema de Canes                  | 25 de març de 2023     | Càmera d'Or                             | Riddle of Fire | Nominat   | [ 6 ]  |
| Festival de Cinema de Canes                  | 25 de març de 2023     | Quinzena de Cineastes                   | Riddle of Fire | Nominat   | [ 6 ]  |
| Ghent Film Festival                          | 21 d'octubre de 2023   | Competició oficial                      | Riddle of Fire | Nominat   | [ 7 ]  |
| Lisbon & Estoril Film Festival               | 17 de novembre de 2023 | Competició oficial                      | Riddle of Fire | Nominat   | [ 8 ]  |
| Festival Molodist                            | 21 d'octubre de 2023   | Concurs de pantalla juvenil             | Riddle of Fire | Nominat   | [ 9 ]  |
| Mon Premier Festival                         | 31 d'octubre de 2023   | Premi del públic a la millor pel·lícula | Riddle of Fire | Nominat   | [ 10 ] |
| Piccolo Grande Cinema                        | 12 de novembre de 2023 | Concurs Internacional                   | Riddle of Fire | Nominat   | [ 10 ] |
| Festival de Cinema Fantàstic de Saskatoon    | 25 de novembre de 2023 | Premi Elecció del Públic                | Riddle of Fire | Guanyador | [ 11 ] |
| Festival de Sitges                           | 15 d'octubre de 2023   | Menció especial                         | Riddle of Fire | Guanyador | [ 10 ] |
| Festival Internacional de Cinema de Varsòvia | 15 d'octubre de 2023   | Premi Esperit Lliure                    | Weston Razooli | Guanyador | [ 10 ] |